# Harpadon nehereus
Harpadon nehereus is een straalvinnige vis uit de familie van hagedisvissen (Synodontidae), orde van draadzeilvissen (Aulopiformes). De vis kan een lengte bereiken van 40 centimeter.

## Leefomgeving
Harpadon nehereus komt voor in zoute en brakke tropische wateren in de Grote en Indische Oceaan op een diepte van 0 tot 50 meter, rond de kusten van India, Myanmar en China.

## Relatie tot de mens
Harpadon nehereus is voor de visserij van groot commercieel belang. In de hengelsport wordt er weinig op de vis gejaagd.